# Манастир Возућа
Манастир Возућа или Возућица је манастир Српске православне цркве у Митрополији дабробосанској. Посвећен је Светој Тројици. Манастир се налази у Возући, у долини ријеке Криваје и подножју планине Озрен. Изграђен је у 14. вијеку као задужбина српског краља Драгутина.

## Историја
Манастир је настао у 14. вијеку у истоименом селу, иако о тачној години градње и ктитору нема непосредних података. Сматра се да је задужбина неког српског владара, а међу домаћим становништвом је остало предање да је манастир са калуђерским ћелијама и конаком изграђен у доба Немањића. У Молитвенику „Захарија од Возуће” из 1628. године који се налази у карловачкој Патријаршијској библиотеци помиње се манастир Возућа и калуђери. У Крушевском (Добрунском) поменику из 15. вијека помињао се на 21. листу јеромонах Василије из Возуће. Према предању, у Возућој је живио знатан број калуђера о чему свједоче зидине бројних ћелија и зграда око манастирске цркве. Од 1628. па све до прве половине 18. вијека нема поузданог помена о манастиру. Претпоставља се да је напуштен крајем 17. вијека под османским пријетњама и од тада је 160 година био напуштен. 
Калуђери су се склонили у манастир Хопово, а највећи дио становништва се раселио по Славонији и Посавини. Дио становништва је и остао у Возућој о чему свједочи податак да је већ 1629. године Православна општина Сарајево упутила свештеника Милића у Возућу. Напуштени манастир је пропадао, па је 1856-1859. године обновљена црква, прилозима становника Возуће, Вуковине, Хрга, Мичијевића и Свињашнице. Покретачи обнове били су прота Серафим Марковић и свештеник Јефто Поповић. Градња је повјерена Јосифу Максимовићу из Буковице на Озрену. Манастир светог Николе у Возући послије обнове прелази у мирску цркву посвећену светој Тројици, коју је осветио на Духове 1865. године Игњатијев - помоћник владике Висариона. Црква је 1894. године добила и звоник, а на темељима калуђерских ћелија изграђена је и школа.

### Манастир Возућа кроз ратове
„Возућица” је била жртва свих ратова који су вођени на овим просторима. Током Првог свјетског рата аустријски војници су однијели манастирско звоно, а током Другог светског рата су га у септембру 1941. су га опљачкале усташе, да би га у фебруару 1942. запалила муслиманска милиција. Обновљен је тек након Другог свјетског рата.
У периоду од 1992. до 10. септембра 1995. ово подручје је било у саставу Републике Српске. Манастир је након 10. септембра 1995. опустошен и оскрнављен од стране Армије Републике БиХ, а српско становништво овог краја је прогнано.
Зоран Живковић, новоименовани свештеник Возуће, у манастир је дошао 2000. године и затекао га у урушеном стању са двије неексплодиране тромблонске мине у куполи. После обнове је поново освећен 25. јула 2015. године.